# 無限ベータ砲
無限ベータ砲（むげんベータほう）は、アニメ『ヤマトよ永遠に』に登場する架空の兵器。ゲームオリジナルの前世代兵器であるα砲（アルファほう）についても本項で記述する。

## 概要
暗黒星団帝国の戦艦グロデーズに搭載されている。光弾の色はオレンジ色で、左右2門の砲門から同時に発射される。威力はヤマトの新波動砲に劣り、デザリアム星の戦いでは数隻がかりで斉射したにもかかわらず、ヤマト1隻の新波動砲にパワー負けして丸ごと呑み込まれ、グロデーズの方が消滅している。
PS2版『宇宙戦艦ヤマト 二重銀河の崩壊』では、名称が「無限β砲」となっている。ゲーム版の自動惑星ゴルバなどに搭載されていたα砲の次世代兵器として、位置付けられている。劇中の描写でも数隻の斉射で押し負けていた映画版とは異なり、最終的には自砲の方が射線をそらされたものの、1隻で波動砲と正面から押し合うほどの威力を見せている。開発当初は単に「β砲」と呼ばれていたが、後にサーダにより「無限」を冠される。
ゲーム中での真田志郎の説明によれば、（エネルギーの構成は異なるものの）波動砲と同等の原理の粒子砲であり、破壊力はヤマトの波動砲と同等かそれ以上とされる。ヤマトに回避行動を取られたことで第三艦橋を破損させるにとどまったため、艦体へ直撃した場合の正確な破壊力は描写されていない。しかし、ゲームシステム上では波動砲やデスラー砲と同一のMAP兵器であるため、直撃すれば被弾した部隊すべてを壊滅させる威力を持っている。

## α砲
PS2版『宇宙戦艦ヤマト イスカンダルへの追憶』『宇宙戦艦ヤマト 暗黒星団帝国の逆襲』『宇宙戦艦ヤマト 二重銀河の崩壊』に登場する、架空の兵器。原作であるアニメ『宇宙戦艦ヤマト 新たなる旅立ち』に登場した、自動惑星ゴルバの頸部に装備された全周式の回転主砲に対する、ゲーム版での名称である。
『イスカンダルへの追憶』『暗黒星団帝国の逆襲』ではゴルバに搭載されたもの、『二重銀河の崩壊』ではα砲搭載戦艦に搭載されたものが登場する。基本的には主砲であるため、波動砲よりもエネルギーチャージ時間が短いのが特徴。ゲームシステム上では波動砲やデスラー砲と同一のMAP兵器である。
大口径であるがゆえに威力が桁違いに大きく、通常兵器であるにもかかわらず、破壊力は波動砲に匹敵する。しかし、ゴルバが敗れてサーグラスが指揮したα砲搭載艦隊も全滅したため、ヤマトを葬り去るには力不足であると見なされ、後の無限β砲の開発に移行していくことになる。

### α砲搭載実験戦艦
『宇宙戦艦ヤマト 二重銀河の崩壊』に登場。
ステージ05「決闘」に登場するサーグラス麾下の艦隊や、ステージ09「隠された星」に登場する白色銀河内の第8補給基地守備艦隊に配備されている。ステージ05に登場した4隻は「ダルー」「ドリーネ」「ルパルカ」「ムールーグ」と艦名が判明している。
α砲キャリア艦としての実験艦であるため、艦自体は小型で耐久性も低く、α砲以外の火力もあまり高くない。